# Episodi di Combat! (quarta stagione)
La quarta stagione della serie televisiva Combat! è stata trasmessa in anteprima negli Stati Uniti d'America dalla ABC tra il 14 settembre 1965 e il 12 aprile 1966.
| nº | Titolo originale              | Titolo italiano | Prima TV USA      | Prima TV Italia |
| -- | ----------------------------- | --------------- | ----------------- | --------------- |
| 1  | Main Event                    |                 | 14 settembre 1965 |                 |
| 2  | The First Day                 |                 | 21 settembre 1965 |                 |
| 3  | S.I.W.                        |                 | 28 settembre 1965 |                 |
| 4  | The Linesman                  |                 | 5 ottobre 1965    |                 |
| 5  | The Farmer                    |                 | 12 ottobre 1965   |                 |
| 6  | Evasion                       |                 | 19 ottobre 1965   |                 |
| 7  | Hear No Evil                  |                 | 26 ottobre 1965   |                 |
| 8  | Crossfire                     |                 | 2 novembre 1965   |                 |
| 9  | 9 Place Vendee                |                 | 11 novembre 1965  |                 |
| 10 | The Old Men                   |                 | 16 dicembre 1965  |                 |
| 11 | Soldier of Fortune            |                 | 23 novembre 1965  |                 |
| 12 | The Casket                    |                 | 30 novembre 1965  |                 |
| 13 | Luck with Rainbows            |                 | 7 dicembre 1965   |                 |
| 14 | Breakout                      |                 | 14 dicembre 1965  |                 |
| 15 | Finest Hour                   |                 | 21 dicembre 1965  |                 |
| 16 | The Raider                    |                 | 28 dicembre 1965  |                 |
| 17 | The Mockingbird               |                 | 4 gennaio 1966    |                 |
| 18 | The Good Samaritan            |                 | 11 gennaio 1966   |                 |
| 19 | Retribution                   |                 | 18 gennaio 1966   |                 |
| 20 | Counterplay                   |                 | 25 gennaio 1966   |                 |
| 21 | Nothing to Lose               |                 | 1º febbraio 1966  |                 |
| 22 | Ask Me No Questions           |                 | 8 febbraio 1966   |                 |
| 23 | The Ringer                    |                 | 15 febbraio 1966  |                 |
| 24 | The Flying Machine            |                 | 22 febbraio 1966  |                 |
| 25 | Hills Are for Heroes (Part 1) |                 | 1º marzo 1966     |                 |
| 26 | Hills Are for Heroes (Part 2) |                 | 8 marzo 1966      |                 |
| 27 | Gitty                         |                 | 15 marzo 1966     |                 |
| 28 | One at a Time                 |                 | 22 marzo 1966     |                 |
| 29 | A Sudden Terror               |                 | 29 marzo 1966     |                 |
| 30 | Run, Sheep, Run               |                 | 5 aprile 1966     |                 |
| 31 | The Leader                    |                 | 12 aprile 1966    |                 |